# سکان

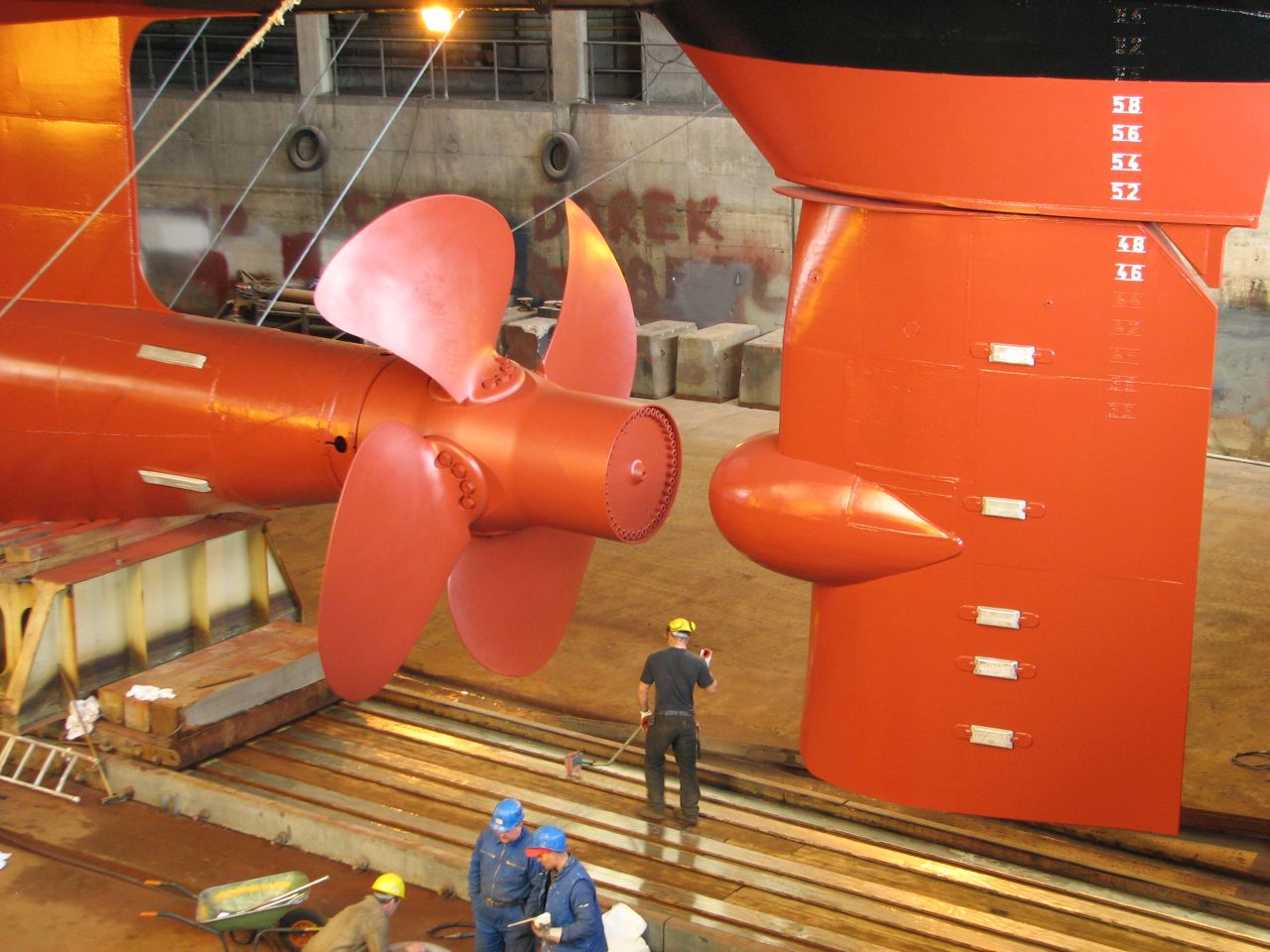
سکان یک کشتی بزرگ (سمت راست تصویر) که در پس پروانه پیش‌برنده آن (سمت چپ) قرار گرفته‌است.

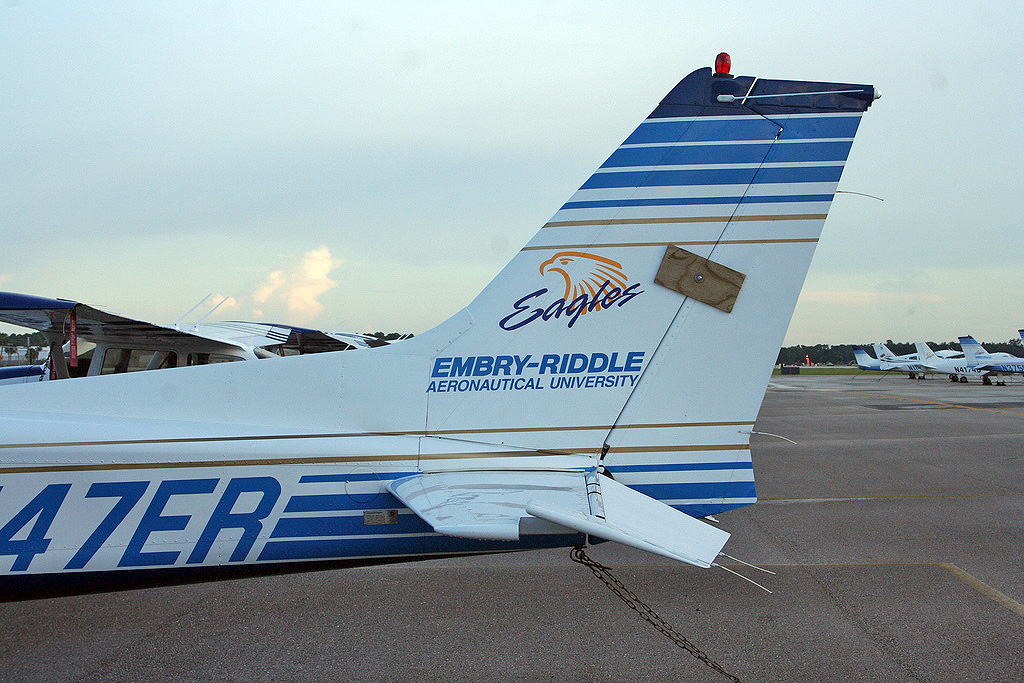
سکان یک هواپیما

سُکّان (به انگلیسی: Rudder) ابزاری است که در شناورها و هواگردها برای تغییر جهت حرکت بکار می‌رود. سکان عموماً از یک تیغه و میله و لولا تشکیل شده و به پاشنهٔ شناور متصل است و در زیر آب قراردارد. سکان به بدنه ناو یا هواپیما لولا شده‌است و با حرکت دادن دسته یا اهرمی به چپ و راست می‌چرخد. این صفحه جریان شاره را در اطراف بدنه ناو یا هواپیما تغییر می‌دهد و بدین وسیله جهت حرکت آن را عوض‌می‌کند.
به فن و مهارت هدایت کشتی، سکان‌داری گفته‌می‌شود. سکان‌دار با استفاده از اهرمی به نام دسته‌سکان به هدایت ناو یا هواگرد می‌پردازد. دسته‌سکان، اهرم یا بازو یا فرمانی است که از آن برای حرکت دادن تیغهٔ سکان استفاده‌می‌کنند. جهت‌دهی دسته‌سکان می‌تواند مستقیم یا غیرمستقیم (با دستگاه و از راه دور) صورت‌بگیرد. موقعیت دسته‌سکان یا فرمان سکان نسبت به خط میانای شناور amidships موقعیت سکان نامیده می‌شود. حداقل سرعتی که در آن سکاندار می‌تواند شناور را با دستورهای سکان هدایت کند سرعت سکان‌داری steerageway نام دارد.
برای تغییر دادن موقعیت سکان دستورهایی به سکاندار داده می‌شود و به آنها دستورهای سکان گفته می‌شود. آمادگی واکنش شناورِ درحال‌حرکت به تغییر جهت سکان نیز سکان‌پذیری steering qualities نام‌دارد.
به تمامی تجهیزاتی که عملکرد آنها به حرکت تیغهٔ سکان منجر می‌شود اصطلاحاً سکان‌افزار گفته‌می‌شود.

حرکت حاصل از سکان روی هواپیما.

## اجزا
آستینهٔ سکان rudder bushing استوانه‌ای فلزی و توخالی، معمولاً برنجی، که دورتادور خار لولای سکان قرار دارد
دورافزار سکان telemotor وسیلهٔ هیدرولیکی یا الکترونیکی یا مکانیکی که دستورهای سکان را از پل فرماندهی به سکان‌افزار منتقل‌می‌کند.
زاویه‌نمای سکان rudder angle indicator, rudder telltale, helm indicator وسیله‌ای مکانیکی یا الکتریکی در ایستگاه سکانش که نشان‌دهندهٔ زاویه بین سکان و خط مازهٔ (keel line) شناور است
زنجیر سکانش steering chain, wheel chain, tiller chain زنجیری که به‌طور مستقیم یا غیرمستقیم سکان را حرکت می‌دهد
زنجیر مهار سکان rudder chain هریک از زنجیرهای کوتاهی که به سکان وصل می‌شوند و در مواقعی که سکان از محل خود باز می‌شود آن را نگه می‌دارند
سرچلیپای سکان rudder crosshead قطعه‌ای فلزی که تقریباً به‌صورت عرضی به سر محور سکان متصل می‌شود و اتصالات سکان‌افزار به آن وصل می‌شود
سر محور سکان rudder head, upper stock بخش بالایی یا دنبالهٔ محور سکان در بالای تیغه که دسته‌سکان به آن وصل می‌شود
جعبه آب‌بندی سکان rudder head bearing, steady block, deck stuffing box جعبه‌ای حاوی دو تکه چدن که داخل آن موادی برای آب‌بندی سر محور سکان وجود دارد تا از ورود آب به سکان و خروج روغن از آن جلوگیری شود و سر محور سکان را در مقابل فشارهای وارد از دسته‌سکان حفظ کند
چارکی سکان rudder quadrant سازه‌ای در سر محور سکان که نیروی چرخش را به آن منتقل می‌کند
چراغ سکانش steering light چراغی که در پاشنهٔ شناور یدک‌کننده نصب می‌شود تا کشتی یدک‌شونده برای سکان‌گیری از نور آن استفاده کند
حامل سکان rudder carrier اتصالی در بدنهٔ شناور که محور سکان را نگه می‌دارد و حامل وزن و فشارهای وارد بر سکان و دسته‌سکان و محور سکان است
حلقهٔ محور سکان rudder eye پیچی سرحلقه‌ای که در بالای محور سکان نصب شده‌است و وزن محور را در هنگام حرکت یا توقف شناور تحمل می‌کند
خار لولای سکان rudder pintle, pintle قلاب یا میله‌ای بر روی سکان که به پایهٔ لولای سکان نصب می‌شود و نقش لولا را برای سکان دارد
درگاه سکان rudder hole, rudder port, helm port سوراخی در عرشهٔ شناور در بالای محفظهٔ محور سکان که سر محور سکان از آن عبور می‌کند
دسته‌تلگراف سکان steering telegraph وسیله‌ای برای انتقال دستورهای سکان از پل فرماندهی به اتاق سکانش
طناب قرقرهٔ سکان rudder pendant یکی از دو طناب سیمی‌ای که طوری نصب شده‌است که در موارد اضطراری بتوان زنجیر سکان را به پاشنه محکم کرد
قاب سکان rudder frame چارچوبی که صفحات تشکیل‌دهندهٔ تیغهٔ سکان به آن متصل است
قرقرهٔ سکان rudder tackle هریک از قرقره‌هایی که به زنجیرهای سکان متصل است و هنگامی که اتصالات سکان شکسته‌است، در مهار سکان یا دسته‌سکان از آنها استفاده می‌شود
قطب‌نمای سکان steering compass قطب‌نمایی در نزدیکی دسته‌سکان که سکانی از آن برای هدایت شناور استفاده می‌کند
قفل سکان rudder brake وسیله‌ای نصب‌شده بر سر محور سکان برای ثابت نگه داشتن سکان در هنگام تعمیر
لولای سکان rudder braces, rudder hangings, rudder irons مجموعهٔ پایهٔ لولای سکان و خار لولای سکان
محفظهٔ محور سکان rudder trunk, rudder case, rudder well, rudder tube محفظه‌ای مربع یا استوانه‌ای در پیرامون سر محور سکان که از ورود آب به داخل شناور جلوگیری می‌کند
محور سکان rudder stock, rudderstock, rudder main piece میله‌ای عمودی در سکان که تیغهٔ سکان به آن متصل می‌شود
مهارهٔ سکان rudder stops, rudderpost, stoppers, rudder bracket, deck-stop, rudder chock برآمدگی‌ای بر روی سکان یا جایگاه سکان که مانع از چرخش سکان بیش از ۳۸ درجه می‌شود
میلهٔ سکان steering rod, wheel rod میله‌ای متصل به زنجیر هدایت برای انتقال نیروی دسته‌سکان به سکان
میلهٔ سکانش steering pole تیرکی در جلوی شناور که چراغی در بالای آن قرار دارد تا نقطهٔ مرجعی را در هنگام هدایت شناور در شب مشخص کند
میلهٔ سکان عمودی rudder bar [حمل‌ونقل هوایی] میلهٔ لولاداری در مرکز سکان عمودی که فرمان‌های پای خلبان را به سکان عمودی منتقل می‌کند
وزن‌گیر سکان rudder breaching طناب یا زنجیری تقریباً قائم، برای کاستن بخشی از وزن سکان از روی پایه‌های آن

## دسته‌سکان

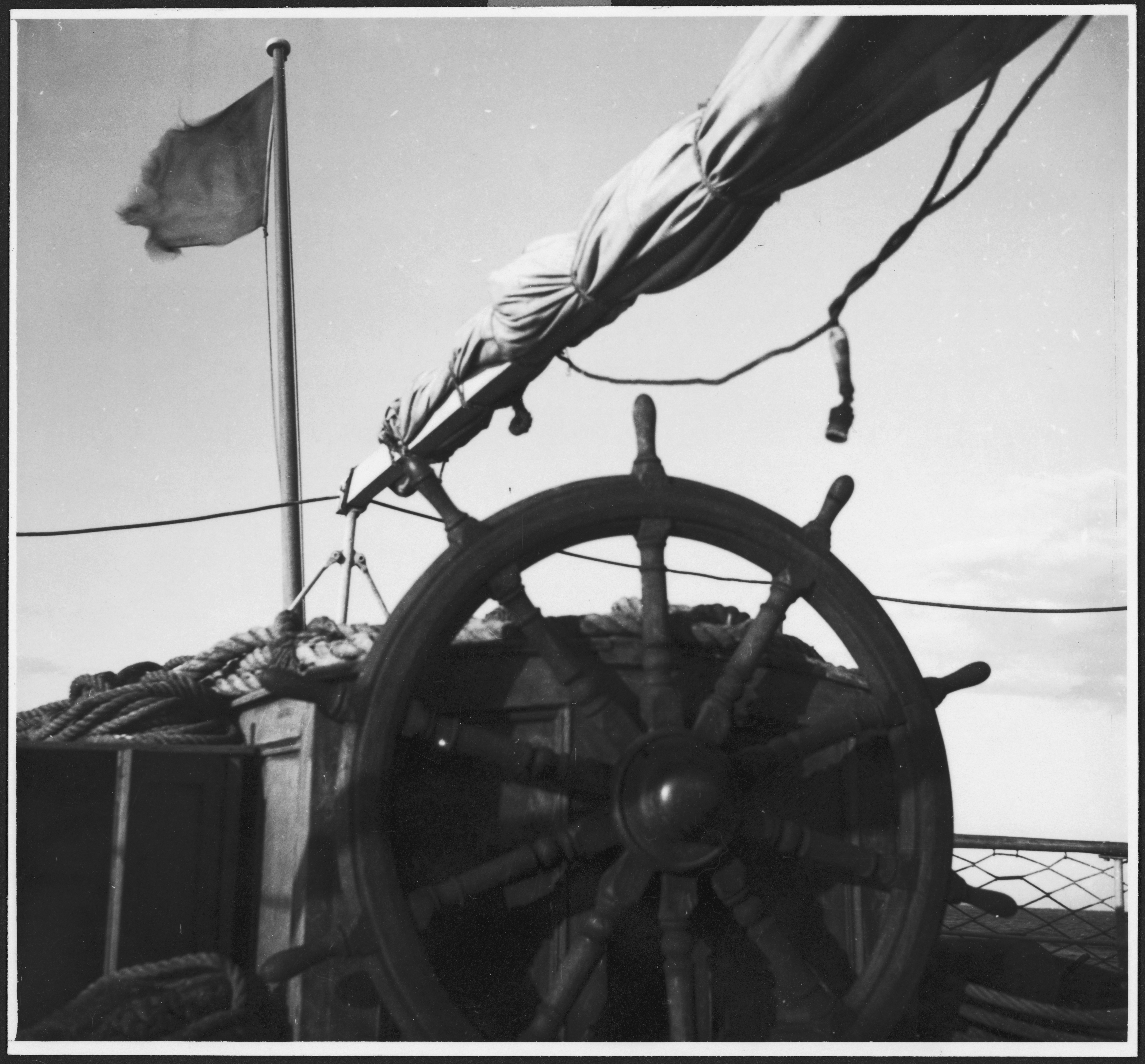
دسته‌سکان کمانی در یک کشتی ماهیگیری نزدیک به بابلسر (عکس از آنه‌ماری شوارتسنباخ، ۱۹۳۹)

به اهرم یا بازو یا فرمانی که از آن برای حرکت دادن تیغهٔ سکان استفاده می‌کنند دسته‌سکان tiller می‌گویند.
انواع:
دسته‌سکان اضطراری emergency tiller, relieving tiller دسته‌سکانی یدکی که به چارکی یا یوغ وصل می‌شود و در زمان از کار افتادن سکان‌افزار از آن استفاده می‌کنند
دسته‌سکان تک‌بازو single arm tiller دسته‌سکانی که از یک بازو یا اهرم تشکیل شده‌است که آن را از دسته‌سکان کمانی یا یوغ متمایز می‌کند
دسته‌سکان دنباله‌دار reverse tiller دسته‌سکانی که به پشت سکان نیز امتداد یافته‌است
دسته‌سکان زنجیری chain tiller دسته‌سکانی که با طناب یا زنجیری که به دور استوانه‌ای تابیده شده‌است به حرکت در می‌آید
دسته‌سکان فنری spring tiller, elastic quadrant دسته‌سکانی که با فنر به چارکی یا دسته‌سکان کمانی وصل شده‌است و در سر محور سکان آزادانه حرکت می‌کند
دسته‌سکان کمانی quadrant tiller, sectional tiller دسته‌سکانی که به شکل دایرهٔ کامل یا نیم‌دایره یا بخشی از کمان یک دایره است.